# Liste der Stolpersteine im Landkreis Lindau (Bodensee)

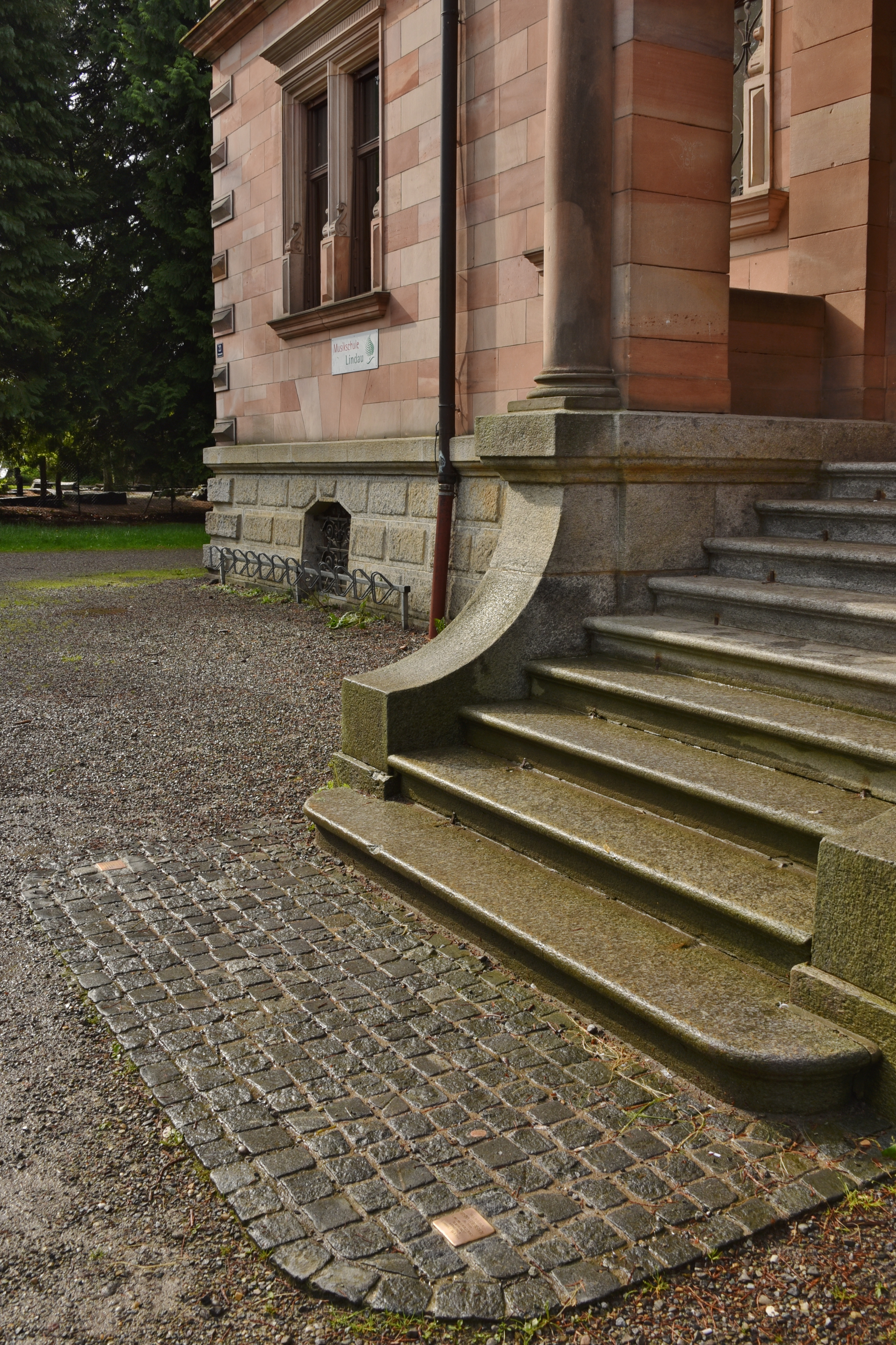
Die beiden Stolpersteine von Lindau, vor Schloss Holdereggen, gewidmet Rosina Gutensohn und Erich Seisser

Die Liste der Stolpersteine im Landkreis Lindau (Bodensee) umfasst jene Stolpersteine, die vom deutschen Künstler Gunter Demnig im schwäbischen Landkreis Lindau (Bodensee) verlegt wurden. Sie sind Opfern des Nationalsozialismus gewidmet, all jenen, die vom NS-Regime drangsaliert, deportiert, ermordet, in die Emigration oder in den Suizid getrieben wurden.
Demnig verlegt für jedes Opfer einen eigenen Stein, im Regelfall vor dem letzten selbst gewählten Wohnsitz.

## Lindau (Bodensee)
Seit 1241 sind Ansiedlungen von Juden in der Reichsstadt Lindau urkundlich nachweisbar. Sie lebten vom Kreditgeschäft und vom Handel. Eine kleine mittelalterliche Gemeinde wurde aufgebaut, sie existierte jedoch nur bis im Juli 1430, als 18 Lindauer Juden in Folge von Ritualmordbeschuldigungen öffentlich verbrannt wurden. Über mehrere Jahrhunderte hinweg war Juden danach die Ansiedlung in Stadt und Kreis untersagt. Jüdische Händler durften nicht einmal innerhalb der Stadtmauern nächtigen. Sie konnten nur dann ihre Waren auf dem Markt feilbieten, wenn sie zuvor Zoll bezahlt hatten. Die erste dauerhafte Niederlassung einer jüdischen Familie in Lindau erfolgte erst im Jahre 1813. Auch danach kamen nur wenige Juden in die Stadt.
In der Neuzeit konnte wegen der sehr niedrigen Zahl der Juden in Lindau keine Synagogengemeinde mehr etabliert werden. Unter dem Titel Empörung über das Judentum auch in Lindau schrieb im November 1938 anlässlich der Novemberpogrome eine Zeitung, dass „Haussuchungen bei den noch sechs jüdischen Haushaltungen in Lindau“ stattgefunden hätten. Von den wenigen Juden, die sich damals noch in Lindau aufhielten, konnten einige noch flüchten. Zumindest acht wurden Opfer der Shoah. In der Gegenwart lebt wiederum eine kleine Zahl von Juden in der Stadt, zumeist Emigranten aus der früheren Sowjetunion. Sie ressortieren zur Synagogengemeinde Konstanz K.d.ö.R. Zu ihrem Schutz wird die genaue Zahl nicht bekanntgegeben.
Für die Lindauer Juden und für die osteuropäischen Zwangsarbeiter, die in den Lagern Friedrichshafen und Saulgau zu Tode gekommen waren, wurden bislang keine Stolpersteine verlegt. (Stand Mai 2020) An die ermordeten Juden aus Lindau erinnert eine Gedenktafel in der Peterskirche. Für die ermordeten Zwangsarbeiter gibt es eine Tafel am Lindauer Friedhof. Die beiden 2010 verlegten Stolpersteine sind einer Frau mit psychischer Erkrankung und einem Mann des Widerstands gewidmet.
| Stolperstein | Inschrift | Verlegeort                                         | Name, Leben |
| ------------ | --- | -------------------------------------------------- | --- |
|              | HIER ARBEITETE ROSINA GUTENSOHN JG. 1911 EINGEWIESEN DEZ. 1943 'HEILANSTALT' KAUFBEUREN ERMORDET 10.1.1944                | Holdereggenstraße 23 · (vor Schloss Holdereggen) · | Rosina Gutensohn war ein deutsches Dienstmädchen. Sie wurde am 20. April 1911 als eines von vier Kindern der Bauernfamilie Gutensohn geboren und wuchs in Unterreitnau auf. Nach dem Besuch der Volksschule in Unterreitnau, arbeitete sie auf dem Hof der Eltern mit und später bei Verwandten in St. Gallen als Dienstmädchen. Wegen einer Erkrankung wurde sie im September 1933 im dortigen Kantonsspital an der Schilddrüse operiert. Daraufhin verfiel sie in Schwermut. Im Juni 1934 zog Gutensohn wieder zu ihren Eltern. Nach Suizidversuchen kam sie erst auf Kur nach St. Priminisberg in Pfäfers und anschließend in Behandlung von Valentin Faltlhauser in der Heil- und Pflegeanstalt Kaufbeuren-Irsee. Nach einer Therapie arbeitete sie – neben der Arbeit auf dem elterlichen Hof – als Dienstmädchen und Köchin in der Mädchen-Oberschule in Lindau. Am 29. Oktober 1943 wurde sie wieder in die Heilanstalt Kaufbeuren eingeliefert. Die Heilanstalt war mittlerweile Teil des NS-Euthanasieprogramms, der Aktion T4. Rosina Gutensohn wurde in der dortigen Flechterei eingesetzt, musste sich Elektroschockbehandlungen unterziehen und wurde auf Hungerkost gesetzt. Rosina Gutensohn starb den Hungertod am 10. Januar 1944 im Alter von 33 Jahren.                                                                                                   |
|              | HIER WOHNTE ERICH SEISSER JG. 1899 VERHAFTET 22.1.1944 'WEHRKRAFTZERSETZUNG' ZUCHTHAUS BRANDENBURG HINGERICHTET 22.1.1945 | Holdereggenstraße 23 · (vor Schloss Holdereggen) · | Erich Seisser wurde am 26. Juni 1899 in München geboren. Er war der Sohn des Pharmazeuten, Unternehmers und Kommerzienrates Ludwig Seisser (1866–1936) und dessen Frau Charlotte Therese Clara, geborene Brougier (geboren am 7. November 1872 in Stuttgart). Er hatte einen älteren Bruder, Adolf Seisser (1898–1979). Großvater mütterlicherseits war der Kommerzienrat Adolph Brougier (1844–1934). Auch Erich Seisser wurde – wie Vater und Großvater – unternehmerisch tätig. Davor war er eine Zeit lang Privatsekretär des Unternehmers Hermann Aust (1853–1943). Später wurde er Mitglied des Aufsichtsrats der Kathreiner AG, eines Unternehmens, welches lange Jahre wesentlich von seinem Großvater geprägt worden war. Wichtigster Teilbereich der Firma war der Import von Kaffeebohnen. Er wurde am 22. Januar 1944 vom NS-Regime verhaftet und auf den Tag genau ein Jahr später, am 22. Januar 1945, im Zuchthaus Brandenburg hingerichtet. Die Anklage lautete auf Wehrkraftzersetzung und Volksverhetzung und beruhte auf Denunziation. Erich Seisser wurde zum Tode verurteilt. An der Gruft der Familie Brougier-Seisser in Lindau erinnert eine Tafel an Erich Seisser. Anlässlich seines 70. Todestages erschien in der Süddeutschen Zeitung eine Traueranzeige mit folgendem Text: "Als ein Opfer der Zeit der Irrungen musste er sein Leben lassen." |

## Lindenberg im Allgäu
Die Machtergreifung der NSDAP in Lindenberg im Allgäu erfolgte am 4. August 1933. Die vier Stadträte der Bayerischen Volkspartei hatten auf ihre Ämter verzichtet, nachdem sie in Schutzhaft genommen worden waren, und die beiden Stadträte der SPD waren durch das Parteiverbot ausgeschaltet worden. Der nunmehr rein nationalsozialistischer Stadtrat wählte den Volksschullehrer Hans Vogel zum 1. Bürgermeister. Im Mai 1936 wurde ein Gebäude nach ihm benannt, 1937 wurden auch eine Straße und ein Platz nach ihm umbenannt. Auch in Lindenberg gab es mehrere Opfer des NS-Regimes. Am 4. September 1936 wurde – nach Denunziationen – der Sozialdemokrat Josef Bentele ins Konzentrationslager Dachau überstellt wo er ohne Gerichtsverfahren 15 Monate in KZ-Haft verbrachte. Am 13. November 1939 wurde Franziska Weber, eine erklärte NS-Gegnerin, Gattin eines Bankdirektors, aufgrund des sogenannten Heimtückegesetzes in das KZ Ravensbrück deportiert, von wo sie erst am 10. Dezember 1941 entlassen wurde. Am 12. Januar 1944 wurde der einzige Jude der Stadt, Jakob Plaut, im Alter von 77 Jahren ins KZ Theresienstadt deportiert. Am 6. Juni 1944 wurde die aus Lindenberg stammende Auguste Zwiesler im KZ Auschwitz ermordet. Am 22. Juli 1944, zwei Tage nach dem Attentat auf Hitler, wurden die früheren Reichsminister Otto Geßler und Anton Fehr verhaftet und in das KZ Ravensbrück deportiert. Fehr wurde nach zwei Monaten freigelassen, Geßler als „persönlicher Gefangener des Führers“ erst am 24. Februar 1945. NS-Bürgermeister Vogel wurde er noch am 31. März 1945 zum Ehrenbürger ernannt, am 1. Mai 1945 auf der Flucht erschossen. die Ehrenbürgerwürde wurde ihm 1946 wieder entzogen. Jakob Plaut kehrte nach seiner Befreiung aus Theresienstadt wieder nach Lindenberg zurück.
| Stolperstein | Inschrift | Verlegeort | Name, Leben |
| ------------ | --- | --- | --- |
|              | Seit 2021: HIER ARBEITETE JACOB PLAUT JG. 1867 DEPORTIERT 1944 THERESIENSTADT BEFREIT Erstverlegung: HIER WOHNTE JAKOB PLAUT JG. 1867 DEPORTIERT 1944 THERESIENSTADT ÜBERLEBT | Museumsplatz 1 (vor dem Deutschen Hutmuseum) Neuverlegung 2021 Hauptstraße 24 (vor der Feuerwehr) Erstverlegung 2006 | Jacob Plaut wurde 1867 im osthessischen Mackenzell geboren. 1920 kam er von Straßburg nach Lindenberg und arbeitete bis zu seiner Pensionierung als Hutverkäufer für die Firma Ottmar Reich. Er wohnte im ersten Stock des Hauses Hauptstraße 24 und gehörte der evangelischen Gemeinde an. Leni Schallweg, in den 1930er Jahren Lehrling im Hutgeschäft, schilderte ihn später so: "Er war ein liebenswerter Mensch, der die jungen Leute mochte und niemandem ein Haar gekrümmt hat". Am 11. Januar 1944 erhielt Plaut die Aufforderung der Gestapo, sich für den Abtransport am nächsten Tag bereitzuhalten. Wie seine jüdische Abstammung bekannt geworden war, ist unklar. Am 12. Januar 1944 wurde er vom damaligen Stadtpolizisten Rollenmüller per Bahn nach München gebracht. Danach wurde er in das Konzentrationslager Theresienstadt deportiert. Er selbst konnte die KZ-Haft, den Hunger, die mangelnde Hygiene überleben, obwohl er zum Zeitpunkt seiner Einweisung bereits 77 Jahre alt war. In seinen Erinnerungen schildert er jedoch die laufenden Deportationen von Theresienstadt in den Osten: "Nachts um 12 Uhr wurden in den Zimmern die Zettel ausgeteilt, dass sich die betreffenden Leute am anderen Morgen mit einem Handkoffer oder Rucksack einzufinden haben. Was sich da an Abschiedsszenen abgespielt hat, darüber möchte ich nichts erwähnen, es war mit einem Wort herzzerreißend." Am 8. Mai 1945 erreichte die Rote Armee Theresienstadt. Jakob Plaut kehrte in seine Heimatstadt zurück. Er starb am 9. September 1955 in Augsburg. Initiiert wurde die Verlegung des Steines von Albert Wucher, der dem jüdischen Mitbürger ein bleibendes Andenken stiften wollte. Kulturreferentin Ursula Schickle unterstützte das Ansinnen und sprach während der Verlegungszeremonie. Im Jahr 2020 wurde bekannt, dass der ursprüngliche Stolperstein verschwunden war und an der Stelle eine Fälschung verlegt worden war. 2021 wurde ein neuer, an den neuen Standort angepasster, Stolperstein verlegt. |

## Verlegedaten
Die Stolpersteine im Landkreis Lindau wurden von Gunter Demnig an folgenden Tagen verlegt:
- 13. September 2006: Lindenberg
- 15. Juli 2010: Lindau